# Генсбург, един героичен живот
„Генсбург, един героичен живот“ (на френски: Gainsbourg (Vie héroïque)) е френска драма от 2010 г., написана и режисирана от Джоан Сфар. Това е биографичен филм за певеца Серж Генсбур, главната роля се изпълнява от Ерик Елмоснино.